# 최치운
최치운(崔致雲, 1390년 6월 19일 ~ 1440년 12월 27일)은 조선 형조참판 직책을 지낸 조선의 문신이다. 본관은 강릉(江陵), 자는 백경(伯卿), 호는 경호(鏡湖)·조은(釣隱)이다.

## 생애
1408년(태종 8) 생원시(生員試)에 합격하고, 1417년(태종 17년) 식년문과에 급제했다.
1433년(세종 15) 경력(經歷)으로 있으면서 평안도도절제사(平安道都節制使) 최윤덕(崔潤德)의 종사관(從事官)으로 들어가, 파저강(婆猪江)의 야인 정벌에 공을 세웠다. 그 도중에 지승문원사(知承文院事)로 임명되었다.
1435년(세종 17) 판승문원사(判承文院事)로 있으면서 부부 관계·백성 구휼·봉록 제도에 대해 상언(上言)했는데, 왕이 이를 모두 받아들였다.
같은 해 공조참의(工曹參議)와 이조참의(吏曹參議)를 거쳐, 1438년(세종 20) 좌승지(左承旨)로 옮겼다.
이듬해 공조참판(工曹參判)으로 승진했고, 명에 계품사(計稟使)로 가서 야인들이 경성(鏡城) 지방에 살 수 있도록 요청해 관철시키는 공을 세워, 돌아온 후 밭 300결(結)과 노비 30구가 상으로 내려 졌으나 노비는 굳이 사양하고 받지 않아 밭 300결만 하사받았다.
같은 해 다시 예문관제학(藝文館提學)으로 옮겼다가, 1440년(세종 22) 형조참판(刑曹參判)을 거쳐 이조참판(吏曹參判)에 이르렀다.
이후로도 사신으로서 여러 차례 명을 왕래했으며, 같은 해 51세로 졸했다.

## 저술 활동
중국 원 사람인 왕여(王輿)가 1341년(충혜왕 후 2) 편찬한 법의학서인 『무원록 無寃錄』을, 최치운 등이 왕명으로 주해(註解)를 더하고 음훈(音訓)을 붙였다.
그리하여 조선에서 새로 간행된 것이 바로 『신주무원록 新註無寃錄』이다.

## 가족 관계
※근거는 『최치운 묘비』이다.
- 증조 - 최추(崔湫) : 증(贈) 전농소윤(典農少尹)
  - 조부 - 최원량(崔元亮) : 삼사좌윤(三司左尹), 증 이조참의(吏曹參議), 99세에 사망
    - 아버지 - 최안린(崔安麟, ? ~ 1423년) : 생원(生員), 증 병조참판(兵曹參判)
    - 어머니 - 낭장(郎將) 전인구(全仁具)의 딸
      - 동생 - 최치우(崔致雨)
      - 부인 - 용강현령(龍岡縣令) 함화(咸華)의 딸
        - 장남 - 최진현(崔進賢) : 생원, 요절
        - 차남 - 최응현(崔應賢, 1428년 ~ 1507년) : 형조참판(刑曹參判)
        - 첫째 사위 - 홍맹부(洪孟阜)
        - 둘째 사위 - 안귀손(安貴孫)
        - 셋째 사위 - 남철성(南哲成)